# Lloreda
Lloreda és un barri de Badalona (Barcelonès) antigament conegut com La Balsa o La Bassa. Limita amb Nova Lloreda, Montigalà, La Pau, Puigfred i Sistrells.

## Història
A inicis dels anys 50, els terrenys on avui se situa el barri foren venuts al sr. Güell, que els va parcel·lar i vendre per a edificar-hi posant-li el nom d'Urbanització Güell-Costa-Capmany. Això no obstant, els terrenys on anava a edificar eren considerats rústics i no comptaven amb el permís de l'Ajuntament, però que tanmateix permeté la seva urbanització gràcies als contactes de Güell.
Els primers edificis construïts foren derribats per les brigades municipals davant l'alarma que provocaren. Els compradors que eren persones que acabaven d'arribar a Catalunya veieren el seu esforç a terra i feren pressió a l'antic amo de les terres i finalment descobriren la realitat de les condicions d'aquells terrenys, però davant la situació d'il·legalitat, els veïns començaren a lluitar pels seus drets enmig del règim franquista.